# عبد السلام بركة
عبد السلام بركة هو محام ودبلوماسي وسياسي مغربي ونائب برلماني ووزير سابق وُلد في 5 مايو 1955 في مدينة تطوان في المغرب.

## الدراسة
أنهى عبد السلام بركة دراسته الثانوية في مدينة تطوان، ثُم التحق بكلية الحقوق في جامعة محمد الخامس بالرباط، والتي تخرج منها في عام 1976 بعدما حصل على إجازة في القانون، ثُم حصل في نفس العام على شهادة الأهلية لمزاولة مهنة المحاماة في اختصاص القانون المدني.

## مسيرته المهنية
عمل عبد السلام بركة في مجال المحاماة في بداية مسيرته المهنية، ثُم عمل في وزارة الشؤون الخارجية والتعاون الدولي حتى عام 1978، وكان ينتمي إلى حزب الاتحاد الدستوري، وفي عام 1984 انتُخب نائبًا في البرلمان المغربي عن دائرة مدينة تطوان تحت لواء حزب الاتحاد الدستوري في الانتخابات التشريعية المغربية لعام 1984، وانتخب رئيسًا للجنة العدل والتشريع والخدمة العامة في مجلس النواب المغربي في عام 1986، وفي عام 1987 عُيّن عبد السلام بركة وزيرا مكلفا بالعلاقات مع البرلمان في حكومة رئيس الوزراء المغربي الأسبق محمد كريم العمراني بدءًا من 22 أبريل عام 1987 خلفًا للطاهر عفيفي وحتى 31 يوليو عام 1990، ثُم عُين وزيراً مكلفاً بوزارة شؤون اتحاد المغرب العربي بدءًا من 31 يوليو عام 1990 وحتى أغسطس عام 1992، ثُم أعيد انتخابه كنائب برلماني لفترة تشريعية ثانية في عام 1993.
انتُخب عبد السلام بركة أيضًا كرئيس لمجتمع مدينة تطوان الحضري، ثُم رئيسًا لبلدية تطوان بدءًا من عام 1992، وحتى عام 1997، ثُم عضوًا باللجنة الوطنية للندوة المحلية المجتمعات في عام 1994، وفي عام 1995 عُيّن مرة أخرى وزيرا مكلفا بوزارة العلاقات مع البرلمان والمجتمع المدني في حكومة رئيس الوزراء المغربي الأسبق عبد اللطيف الفيلالي أثناء تشكيل حكومته الثالثة بدءًا من 31 يناير عام 1995، وحتى 13 أغسطس عام 1997 عندما كلف مصطفى ساهل بتولي الوزارة خلفًا له.
تولى عبد السلام بركة بعد ذلك عدة مناصب دبلوماسية، فكان سفيرًا فوق العادة للمملكة المغربية ومفوضًا لصاحب الجلالة ملك المغرب في الأرجنتين في 25 فبراير عام 1998، ثُم سفيرًا فوق العادة للمملكة المغربية ومفوضًا لصاحب الجلالة ملك المغرب في جمهورية الأوروغواي في 30 أبريل عام 1998، ثُم عُيّن سفيرًا فوق العادة للملكة المغربية ومفوضًا لصاحب الجلالة ملك المغرب في إسبانيا بدءًا من 17 فبراير عام 2000، وحتى 30 أكتوبر عام 2004، ثُم عُيّن سفيرًا فوق العادة ومفوضًا لصاحب الجلالة ملك المغرب في المملكة العربية السعودية في 9 مارس 2013، وهو المنصب الذي ظل شاغرا منذ وفاة عبد الكريم السمار في عام 2009،

## التكريمات
حظي عبد السلام بركة بتكريم العديد من الجهات المحلية والدولية، والتي كان من أهمها: